# Hofferencyrtus merceti
Hofferencyrtus merceti är en stekelart som beskrevs av Boucek 1977. Hofferencyrtus merceti ingår i släktet Hofferencyrtus och familjen sköldlussteklar.
Artens utbredningsområde är Spanien. Inga underarter finns listade i Catalogue of Life.